# エスペラントアルファベット
エスペラントアルファベット（エスペラント: Esperanta Alfabeto）は、エスペラントを書き表すために使われる字母で、ラテンアルファベットからq, w, x, yを除いた22文字に、サーカムフレックスの付いた5文字（ĉ, ĝ, ĥ, ĵ, ŝ）および、ブレーヴェの付いた1文字（ŭ）を加えた28文字からなる。

## 文字と発音
母音字はその発音、子音字はその子音に名詞語末-oをつけて発音する。
なお、q, w, x, yは人名や外来語にしか使われない。
| 大文字 | 小文字 | 文字の名前 | 音価 | 備考 |
| ------ | ------ | ---------- | ---- | --- |
| A      | a      | a アー     | [a]  | |
| B      | b      | bo ボー    | [b]  | 日本語のバ行子音 |
| C      | c      | co ツォー  | [t͡s] | 英語 its の ts、独語 Zeppelin の z の音、日本語のツァ行子音 |
| Ĉ      | ĉ      | ĉo チョー  | [t͡ʃ] | 無声後部歯茎破擦音。Ĝ の無声音、英語 chat の ch、独語 Deutsch の tsch の音。                                                                                                 |
| D      | d      | do ドー    | [d]  | 日本語のダ行子音 |
| E      | e      | e エー     | [e]  | |
| F      | f      | fo フォー  | [f]  | 日本語のファ行子音 |
| G      | g      | go ゴー    | [g]  | 日本語のガ行子音 |
| Ĝ      | ĝ      | ĝo ヂョー  | [d͡ʒ] | 有声後部歯茎破擦音。Ĉ の有声音、英語 gentleman の g の音。 |
| H      | h      | ho ホー    | [h]  | 日本語のハ行子音 |
| Ĥ      | ĥ      | ĥo ッホー  | [x]  | 無声軟口蓋摩擦音。喉の奥から強く息を出す「ハ」の子音。独語 auch の ch、ロシア語のХの音。 この音素のある綴りは K 等の文字で置き換えられる傾向があるため、最も登場頻度が低い。 |
| I      | i      | i イー     | [i]  | |
| J      | j      | jo ヨー    | [j]  | 英語 young の y の音、日本語のヤ行子音、日本語で「はい」と言うときの「い」                                                                                                   |
| Ĵ      | ĵ      | ĵo ジョー  | [ʒ]  | 有声後部歯茎摩擦音。Ŝ の有声音、仏語 genre の g、英語 vision の s の音。日本語のジャ行より舌の中ほどを狭くして、強くこすれて聞こえるように発音する。                         |
| K      | k      | ko コー    | [k]  | 日本語のカ行子音 |
| L      | l      | lo ロー    | [l]  | |
| M      | m      | mo モー    | [m]  | 日本語のマ行子音 |
| N      | n      | no ノー    | [n]  | 日本語のナ行子音 |
| O      | o      | o オー     | [o]  | |
| P      | p      | po ポー    | [p]  | 日本語のパ行子音 |
| R      | r      | ro ロー    | [r]  | 巻き舌音だが、話者の母語によって口蓋垂音等になることがある。 |
| S      | s      | so ソー    | [s]  | 日本語のサ行子音（「シ」を除く） |
| Ŝ      | ŝ      | ŝo ショー  | [ʃ]  | 無声後部歯茎摩擦音。Ĵ の無声音、英語 English の sh、独語 Englisch の sch の音。日本語のシャ行より舌の中ほどを狭くして、強くこすれて聞こえるように発音する。                  |
| T      | t      | to トー    | [t]  | 日本語のタ行の子音（「チ」を除く） |
| U      | u      | u ウー     | [u]  | 日本語のウ段より唇をまるめて、前につき出して発音する |
| Ŭ      | ŭ      | ŭo ゥオー  | [u̯]  | 二重母音のために半子音化された U。日本語のワ行子音、英語の W の音を含む。 |
| V      | v      | vo ヴォー  | [v]  | 英語 volley の v の音、日本語のヴァ行子音 |
| Z      | z      | zo ゾー    | [z]  | 「ジ」を除いた日本語のザ行の子音 |

## 発音と綴り
エスペラントの音節は、0個以上の子音と母音の組み合わせからなる。発音に対する綴り、子音と母音が一対一の場合は日本語のローマ字綴りに近い。1つの文字が1つの音に対応するいわゆる「1字1音」(unu litero, unu sono)の原則を貫いており、発音しない文字は無い（もちろん、これは音素（音韻）上のことであり、現実の発音が綴りと完全に一致するとは限らない）。

### 母音
5つしか母音が無いため、区別ができる範囲で母音の変化は（ヨーロッパ系の言語の中では）かなり許容されている。
|    | 前舌 | 後舌 |
| -- | ---- | ---- |
| 狭 | [i]  | [u]  |
| 中 | [e]  | [o]  |
| 広 | [a]  | [a]  |

- 母音(vokalo)はa, e, i, o, uの5つで日本語と同じである。
- uは日本語の標準語・共通語の「う」よりはっきりと発音され、西日本方言のそれに近い。
- "i"の後に他の母音があるとき、多少渡り音が入って"ij"のように聞こえることがある。
  - mia (ミーア)
- 同じ母音が連続した場合、長音とせずに分けて読む（つまり、二つの別音節として読む）のが普通である。ただし、日本語の長音の転写時に同じ母音を連続させることはよく行われる。
  - scii (スツィーイ)
  - ĉeesti (チェエスティ)

### 子音
|          | 両唇 | 両唇 | 唇歯 | 唇歯 | 歯茎 | 歯茎 | 後部歯茎 | 後部歯茎 | 硬口蓋 | 硬口蓋 | 軟口蓋 | 軟口蓋 | 声門 | 声門 |
| 閉鎖音   | [p]  | [b]  |      |      | [t]  | [d]  |          |          |        |        | [k]    | [g]    |      |      |
| 鼻音     |      | [m]  |      |      |      | [n]  |          |          |        |        |        |        |      |      |
| ふるえ音 |      |      |      |      |      | [r]  |          |          |        |        |        |        |      |      |
| 摩擦音   |      |      | [f]  | [v]  | [s]  | [z]  | [ʃ]      | [ʒ]      |        |        | [x]    |        | [h]  |      |
| 破擦音   |      |      |      |      | [ʦ]  |      | [ʧ]      | [ʤ]      |        |        |        |        |      |      |
| 側面音   |      |      |      |      |      | [l]  |          |          |        |        |        |        |      |      |
| 接近音   |      |      |      |      |      |      |          |          |        | [j]    |        |        |      |      |

- 子音 (konsonanto) はb, c, ĉ, d, f, g, ĝ, h, ĥ, j, ĵ, k, l, m, n, p, r, s, ŝ, t, ŭ, v, zで表す。
- 話者によっては後の子音の影響を受けて同化 (asimiliĝo) して発音されることがある。
  - 有声音のすぐ前にある無声音の有声化。ekzemple（エクゼンプレ → エグゼンプレ）
  - 無声音のすぐ前にある有声音の無声化。subteni（スブテーニ → スプテーニ）
- 破擦音/dz/は原則としてないが、"edzo"（夫）などが少数ある。"edzo"をどう発音すれば良いのかはよく議論の対象にされるが、破擦音/dz/とみなし「エーヅォ」、「エッヅォ」などと読まれることが多い。
- 口蓋化する綴りはほとんど無いが、愛称を表す接尾辞-njoと-ĉjo、間投詞tju!などには見られる。プラ-エスペラント時代にはnacjes, familjeなどが普通に見られた。日本語の拗音の転写時にも見られる。
- 同じ子音の連続は、原則として別々に発音される。ただし、破裂音の連続時には日本語の促音のように聞こえることがある。
  - ekkoni (エクコーニ、またはエッコーニ)
- j の後に i が来る単語が少数ながら存在する。jido（イディッシュ語）とido（子孫）はどちらも「イード」と発音されてしまう。区別のため ji を摩擦音気味に発音することがある。

### エリジオン
詩文などでは名詞語尾-oや、母音で終わる前置詞の後ろにある定冠詞の母音aを省略し、アポストロフィーに換えるエリジオン(Elizio)が行われる。詳しくはアポストロフィー#英語を参照。

### 頭字語
頭字語(Akronimo)は原則として、文字の名前を一文字ずつ読む。母音はそのまま、子音はoを付けて読むことになる。
- UEA (ウーエーアー)
- ktp (コートーポー) 「～など、et cetera の意で "kaj tiel plu" の略」

ただし、綴りによっては一つの単語として読むことができる場合もある。
- TEJO（英語版） (テーヨ)

### エスペラントにない文字の発音
アカデミーオ・デ・エスペラントは1989年に、エスペラントで使用されないq, w, x, yの4文字について、読み方がわからない場合に推奨される読み方を発表した。
これらは、エス文中でつづりはわかるが発音がわからない外来語の名前を読むときに役立つだろう。
- qは単独ではkの音。quはkvのようにする。
- wはドイツ語、ポーランド語、オランダ語の場合は"v"の発音。それ以外は"ŭ"の発音。
- xはks。
- yは前後に母音がない場合は"i"の発音。それ以外は"j"とする。